# Uczciwa kurtyzana
Uczciwa kurtyzana (ang. Dangerous Beauty) – filmowy dramat biograficzny produkcji amerykańskiej, nakręcony na podstawie książki Margaret Rosenthal pt. Uczciwa kurtyzana (The Honest Courtesan).

## Streszczenie fabuły
Akcja filmu rozgrywa się w XVI-wiecznej Wenecji i opowiada o losach Veronici Franco, młodej dziewczyny, która najpierw zakochuje się w bogatym szlachcicu, a następnie, z braku możliwości zamążpójścia, zostaje kurtyzaną.
W krótkim czasie zyskuje sobie przychylność najważniejszych osobistości Republiki Weneckiej. Jej klientem zostaje nawet król Francji, Henryk III.
Kiedy w mieście wybucha zaraza, fanatycy religijni ogłaszają, iż jest to kara za grzechy jego mieszkańców. Rozpoczynają się procesy przed trybunałem Świętej Inkwizycji, przed którym staje także oskarżona o czary Veronika.

## Obsada
- Catherine McCormack – Veronia Franco
- Rufus Sewell – Marco Venier
- Oliver Platt – Maffio Venier
- Moira Kelly – Beatrice Venier
- Naomi Watts – Guila De Lezze
- Fred Ward – Domenico Venier
- Jacqueline Bisset – Paola Franco